# Річард Міна
Річард Міна (ісп. Richard Mina, нар. 22 липня 1999, Гуаякіль) — еквадорський футболіст, захисник клубу «Аукас».

## Клубна кар'єра
Народився 22 липня 1999 року в місті Гуаякіль. Вихованець футбольної школи клубу «Текніко Універсітаріо». Дорослу футбольну кар'єру розпочав 2018 року в основній команді того ж клубу, кольори якої захищав один сезон, взявши участь у 14 матчах чемпіонату.
На початку 2019 року перейшов у «Аукас».

## Виступи за збірну
З 2019 року залучався до складу молодіжної збірної Еквадору до 20 років. У її складі брав участь у молодіжному чемпіонаті Південної Америки 2019 року, зігравши 6 ігор і допоміг своїй збірній вперше в історії виграти золоті медалі змагання. Цей результат дозволив команді кваліфікуватись на молодіжний чемпіонат світу 2019 року, куди поїхав і Міна.

## Досягнення
- Чемпіон Еквадору (2):

Аукас: 2022
ЛДУ Кіто: 2023
- Переможець Південноамериканського кубка (1):

ЛДУ Кіто: 2023
Збірні
- Переможець молодіжного чемпіонату Південної Америки: 2019